# Digonogastra spegazzinii
Digonogastra spegazzinii är en stekelart som först beskrevs av Juan Brèthes 1913.  Digonogastra spegazzinii ingår i släktet Digonogastra och familjen bracksteklar. Inga underarter finns listade i Catalogue of Life.